# Žalica
Žalica (cyr. Жалица) – wieś w Serbii, w okręgu toplickim, w gminie Kuršumlija. W 2011 roku liczyła 5 mieszkańców.